# Otman Djellilahine
Otman Djellilahine (en arabe : عثمان جيليلاهين) est un footballeur franco-algérien né le 12 février 1987 à Carcassonne en France. Il évolue au poste de milieu offensif à l'US Créteil-Lusitanos.

## Biographie
En 2004, Djellilahine est convoqué au sein de l'équipe nationale algérienne des moins de 20 ans, pour un stage d'entraînement d'une semaine, couronné par un match contre l'équipe amateur du Grau du Roi.
Otman Djellilahine commence sa carrière au Nîmes Olympique et joue ses deux premiers matchs professionnel en National lors de la saison 2006-2007. La saison suivante il prend part à dix-huit rencontres avant d'être prêté au FC Martigues en CFA. Titulaire indiscutable, il y joue trente-trois matchs pour deux buts. De retour à Nîmes qui a été promu en Ligue 2, il ne prend part qu'à quatre matchs de championnat et un match de Coupe. Il quitte le club en fin de saison.
Il rejoint l'US Créteil qui évolue en National et se fait une place de titulaire indiscutable dès les premiers matchs. Pour sa troisième saison au club, l'USC termine champion de National et est promu en Ligue 2. Otman retrouve donc la Ligue 2 avec cette fois-ci un temps de jeu plus important puisqu'il prend part à vingt-trois matchs de championnat, marquant à trois reprises lors de victoire contre le CA Bastia, le Tours FC et lors du dernier match contre son club formateur nîmois.
En 2014, il rejoint le championnat de Thaïlande en rejoignant le Police Tero FC avec qui il remporte la Coupe de la Ligue thaïlandaise deux buts à zéro contre le Buriram United.
Après une saison, il découvre la première division algérienne avec le CS Constantine et joue ses deux premiers et uniques matchs intercontinental lors de la Coupe de la confédération 2016.
En 2016, il est laissé libre par le club algérien après une saison et demie.
En 2019, il signe pour l'équipe amateur de Paris 13 Atletico qui évolue en National 2 avant de rejoindre la saison suivante l'US Créteil pour évoluer avec l'équipe réserve.

## Palmarès
| US Créteil-Lusitanos - Championnat de France National (1) : - Vainqueur : 2012-13. |  | Police Tero FC - Coupe de la Ligue thaïlandaise (1) : - Vainqueur : 2014. |